# Тикуна-юрійські мови
Тикуна-юрійська сім'я (юрі-тикунська) — мовне генетичне утворення, яке, можливо, включає дві ізольовані мови Південної Америки — юрі і тикуна (тікуна). Обидві поширені на стику кордонів Бразилії, Колумбії та Перу у верхів'ях Амазонки та її приток.
Якщо мова тикуна є зараз цілком життєздатною з 42 тисячами мовців, то юрі вже вимерла. Про мову юрі збереглося дуже мало відомостей. Ортіс (1965) наводить лише невеликий словничок, зібраний у ранніх авторів.
Т. Кауфман (1994:62) вважає, що є певні лексичні свідчення на користь такої спорідненості.